# Rhabdogaster zebra
Rhabdogaster zebra là một loài ruồi trong họ Asilidae. Rhabdogaster zebra được Londt miêu tả năm 2006. Loài này phân bố ở vùng nhiệt đới châu Phi.